# Теобальд (граф Арлю)
Теобальд (фр. Théobald d'Arles; 850/860 — 887/890) — граф Арлю в 878—887/890 роках.

## Життєпис
Походив з роду Бозонідів. Син Гукберта, графа (або маркіза) Трансюранської Бургундії. Народився між 850 та 860 роками. 866 року його батько загинув, від якого Теобальд успадкував посаду світського абата монастиря Св. Маврикія (північніше Женеви).
878 року після смерті стрийка Бозона успадкував Арльське графство. В цей час оженився з позашлюбною донькою короля Лотарингії, чим суттєво зміцнив своє становище. Вперше письмово згадується як граф Арлю під час зборів знаті в замку Мантай, де королем Нижньої Бургундії було обрано родича Теобальда по жіночій лінії — Бозона Прованського.
880 року через вторгнення до королівства східно-франкських королів Карла III і Людовика III та західно-франкських королів Людовика III і Карломана II Теобальд очолив одну з армій, але у битві проти ворожої коаліції (на думку більшості дослідників, вона відбулася біля Аттіньї), зазнав поразки, діставши поранення й відступив у гори Трансюраської Бургундії.
883 року долучився до повстання Гуго, герцога Ельзасу, проти Людовика III, короля Східнофранкської держави. 885 року після поразки Гуго відступив до Провансу. Помер між 887 та 890 роками, оскільки 895 року його удова вдруге вийшла заміж — за Адальберта Тосканського. Арльське графство отримав Тіберт В'єннський.

## Родина
Дружина — Берта, донька Лотаря II, короля Лотарингії.
Діти:
- Гуго (бл. 882—947), король Італії;
- Бертійон, граф В'єнни
- Бозон (бл. 885—936), маркграф Тосканський
- Теутберга (880/887 — 948), дружина Гарньє, графа Сансу
- донька (д/н—924)